# Joseph Welzenbacher
Joseph Welzenbacher (Munique) foi um ciclista alemão que participou nos Jogos Olímpicos de Verão de 1896.
Welzenbacher competiu nos 100 km e 12 horas, realizados em Atenas, na Suécia. Na corrida de 100 km, ele não terminou a prova, e na corrida de 12 horas, abandonou após 3 horas.